# Atlantide Pallavolo Brescia 2024-2025
Questa voce raccoglie le informazioni riguardanti l'Atlantide Pallavolo Brescia nelle competizioni ufficiali della stagione 2024-2025.

## Stagione
Nella stagione 2024-25 l'Atlantide Pallavolo Brescia assume la denominazione sponsorizzata di Gruppo Consoli Sferc Brescia.
Partecipa per l'undicesima volta consecutiva al campionato di Serie A2 terminando la regular season al secondo posto in classifica. Nei play-off promozione, dopo aver superato la Saturnia Acicastello e l'Emma Villas, si arrende in finale al Cuneo.
Al termine della regular season di campionato conquista la Coppa Italia di Serie A2 superando in finale il Prata.
Quale detentrice della Coppa Italia di A2, partecipa alla Supercoppa di categoria dove viene sconfitta nuovamente dal Cuneo.

## Organigramma societario
Area direttiva
- Presidente: Giovanni Ieraci
- Vicepresidente: Gianlorenzo Bonisoli
- Direttore Sportivo: Sergio Aquino
- Segreteria Generale: Andrea Gatelli

Area tecnica
- Allenatore: Roberto Zambonardi
- Allenatore in seconda: Paolo Iervolino
- Assistente allenatore: Alessandro Bergoli, Domenico Iervolino
- 3º Allenatore: Massimo Redaelli
- Scout man: Pierpaolo Zamboni

Area comunicazione
- Responsabile Comunicazione: Claudio Chiari
- Addetto Stampa: Cinzia Giordano Lanza
- Relazioni Esterne: Alberto Cisolla, Alessandro Massini Innocenti

Area marketing
- Responsabile Marketing: Claudio Chiari

Area sanitaria
- Medico sociale: Pierfrancesco Bettinsoli
- Preparatore atletico: Daniel Perez Lopez
- Fisioterapista: Pablo Ayala
- Osteopata: Noemi Mazza

## Rosa
| N° | Nome               | Ruolo | Data di nascita   | Nazionalità sportiva |
| -- | ------------------ | ----- | ----------------- | -------------------- |
| 1  | Alex Erati         | C     | 24 giugno 1994    | Italia               |
| 2  | Nicolò Hoffer      | L     | 6 maggio 2000     | Italia               |
| 3  | Oreste Cavuto      | S     | 5 dicembre 1996   | Italia               |
| 4  | Matteo Bonomi      | P     | 26 febbraio 2006  | Italia               |
| 5  | Simone Tiberti     | P     | 13 settembre 1980 | Italia               |
| 7  | Alessandro Tondo   | C     | 18 agosto 1991    | Italia               |
| 8  | Roberto Cominetti  | S     | 20 aprile 1997    | Italia               |
| 9  | Antonio Cargioli   | C     | 5 novembre 1994   | Italia               |
| 10 | Andrea Franzoni    | L     | 7 maggio 1989     | Italia               |
| 14 | Filippo Zambonardi | S     | 23 dicembre 2009  | Italia               |
| 15 | Andrea Bettinzoli  | S     | 15 luglio 2003    | Italia               |
| 19 | Yordan Bisset      | O     | 21 ottobre 1994   | Cuba                 |
| 27 | Gabriele Manessi   | S     | 14 ottobre 2003   | Italia               |
| 77 | Giacomo Raffaelli  | S     | 7 febbraio 1995   | Italia               |

## Mercato
| Acquisti | Acquisti          | Acquisti             | Acquisti   |
| R.       | Nome              | da                   | Modalità   |
| -------- | ----------------- | -------------------- | ---------- |
| O        | Yordan Bisset     | Norte Catarinense    | definitivo |
| P        | Matteo Bonomi     | Montichiari          | definitivo |
| C        | Antonio Cargioli  | Lupi Santa Croce     | definitivo |
| S        | Oreste Cavuto     | Trentino             | definitivo |
| L        | Nicolò Hoffer     | You Energy           | definitivo |
| S        | Giacomo Raffaelli | Prisma Taranto       | definitivo |
| C        | Alessandro Tondo  | Saturnia Acicastello | definitivo |

| Cessioni | Cessioni              | Cessioni         | Cessioni   |
| R.       | Nome                  | a                | Modalità   |
| -------- | --------------------- | ---------------- | ---------- |
| L        | Mattia Braghini       | Cazzago          | definitivo |
| C        | Nicola Candeli        | Libertas Brianza | definitivo |
| S        | Stefano Ferri         | Macerata         | definitivo |
| S        | Abrahan Alfonso       | Kazma            | definitivo |
| P        | Pietro Ghirardi       | Porto Viro       | definitivo |
| O        | Niels Klapwijk        | Macerata         | definitivo |
| C        | Dane Mijatovič        | ?                | ?          |
| P        | Lorenzo Pellegri      | Cremonese        | definitivo |
| L        | Nicola Pesaresi       | Trentino         | definitivo |
| S        | Tommaso Sarzi Sartori | Cazzago          | definitivo |

## Risultati

### Serie A2

#### Andata
| 1ª Giornata - 6 ottobre 2024 PalaSanFilippo, Brescia                   | Atlantide Brescia    | 2 - 3 | Cuneo             | 12-25, 25-23, 23-25, 28-26, 8-15  |
| 2ª Giornata - 12 ottobre 2024 PalaCatania, Catania                     | Saturnia Acicastello | 3 - 2 | Atlantide Brescia | 22-25, 18-25, 25-19, 25-17, 15-9  |
| 3ª Giornata - 20 ottobre 2024 PalaSanFilippo, Brescia                  | Atlantide Brescia    | 3 - 1 | Tricolore         | 25-21, 20-25, 28-26, 25-21        |
| 4ª Giornata - 27 ottobre 2024 PalaMensSana, Siena                      | Emma Villas          | 2 - 3 | Atlantide Brescia | 25-23, 25-20, 25-27, 20-25, 10-15 |
| 5ª Giornata - 31 ottobre 2024 PalaSanFilippo, Brescia                  | Atlantide Brescia    | 3 - 2 | Prata             | 21-25, 25-19, 26-24, 22-25, 15-13 |
| 6ª Giornata - 3 novembre 2024 PalaAllende, Fano                        | Virtus Fano          | 1 - 3 | Atlantide Brescia | 20-25, 20-25, 25-21, 25-27        |
| 7ª Giornata - 12 novembre 2024 PalaSanFilippo, Brescia                 | Atlantide Brescia    | 3 - 0 | Franco Tigano     | 25-20, 25-11, 25-19               |
| 8ª Giornata - 17 novembre 2024 PalaDeAndré, Ravenna                    | Porto Robur Costa    | 1 - 3 | Atlantide Brescia | 20-25, 10-25, 25-21, 28-30        |
| 9ª Giornata - 24 novembre 2024 PalaSanFilippo, Brescia                 | Atlantide Brescia    | 2 - 3 | Virtus Aversa     | 25-20, 25-22, 23-25, 22-25, 12-15 |
| 10ª Giornata - 1º dicembre 2024 PalaFontescodella, Macerata            | Macerata             | 2 - 3 | Atlantide Brescia | 20-25, 22-25, 25-21, 27-25, 16-18 |
| 11ª Giornata - 8 dicembre 2024 PalaSanFilippo, Brescia                 | Atlantide Brescia    | 3 - 1 | Pineto            | 23-25, 27-25, 25-19, 25-23        |
| 12ª Giornata - 15 dicembre 2024 PalaSanFilippo, Brescia                | Atlantide Brescia    | 3 - 0 | Porto Viro        | 25-9, 25-17, 25-19                |
| 13ª Giornata - 21 dicembre 2024 Pala Francescucci, Casnate con Bernate | Libertas Brianza     | 0 - 3 | Atlantide Brescia | 14-25, 36-38, 20-25               |

#### Ritorno
| 14ª Giornata - 26 dicembre 2024 PalaCastagnaretta, Cuneo       | Cuneo             | 0 - 3 | Atlantide Brescia    | 18-25, 22-25, 24-26               |
| 15ª Giornata - 29 dicembre 2024 PalaSanFilippo, Brescia        | Atlantide Brescia | 1 - 3 | Saturnia Acicastello | 25-21, 23-25, 22-25, 14-25        |
| 16ª Giornata - 4 gennaio 2025 PalaBigi, Reggio nell'Emilia     | Tricolore         | 0 - 3 | Atlantide Brescia    | 22-25, 23-25, 19-25               |
| 17ª Giornata - 12 gennaio 2025 PalaSanFilippo, Brescia         | Atlantide Brescia | 3 - 1 | Emma Villas          | 23-25, 25-23, 25-14, 25-22        |
| 18ª Giornata - 19 gennaio 2025 PalaPrata, Prata di Pordenone   | Prata             | 3 - 1 | Atlantide Brescia    | 25-19, 23-25, 25-15, 27-25        |
| 19ª Giornata - 26 gennaio 2025 PalaSanFilippo, Brescia         | Atlantide Brescia | 3 - 0 | Virtus Fano          | 25-23, 25-20, 25-19               |
| 20ª Giornata - 2 febbraio 2025 PalaSurace, Palmi               | Franco Tigano     | 2 - 3 | Atlantide Brescia    | 27-25, 21-25, 25-19, 21-25, 10-15 |
| 21ª Giornata - 9 febbraio 2025 PalaSanFilippo, Brescia         | Atlantide Brescia | 3 - 1 | Porto Robur Costa    | 25-20, 20-25, 25-18, 28-26        |
| 22ª Giornata - 16 febbraio 2025 PalaJacazzi, Aversa            | Virtus Aversa     | 3 - 0 | Atlantide Brescia    | 29-27, 25-23, 25-16               |
| 23ª Giornata - 23 febbraio 2025 PalaSanFilippo, Brescia        | Atlantide Brescia | 3 - 1 | Macerata             | 25-17, 25-23, 16-25, 25-21        |
| 24ª Giornata - 2 marzo 2025 Pala Santa Maria, Pineto           | Pineto            | 3 - 0 | Atlantide Brescia    | 25-12, 26-24, 25-23               |
| 25ª Giornata - 9 marzo 2025 Palazzetto dello Sport, Porto Viro | Porto Viro        | 1 - 3 | Atlantide Brescia    | 22-25, 30-28, 18-25, 16-25        |
| 26ª Giornata - 16 marzo 2025 PalaSanFilippo, Brescia           | Atlantide Brescia | 3 - 0 | Libertas Brianza     | 25-12, 25-23, 25-22               |

#### Play-off promozione
| Quarti di finale (gara 1) - 23 marzo 2025 PalaSanFilippo, Brescia | Atlantide Brescia    | 3 - 0 | Saturnia Acicastello | 25-21, 25-20, 26-24               |
| Quarti di finale (gara 2) - 30 marzo 2025 PalaCatania, Catania    | Saturnia Acicastello | 1 - 3 | Atlantide Brescia    | 25-21, 21-25, 25-27, 21-25        |
| Semifinali (gara 1) - 6 aprile 2025 PalaSanFilippo, Brescia       | Atlantide Brescia    | 3 - 2 | Emma Villas          | 23-25, 25-17, 25-18, 20-25, 15-12 |
| Semifinali (gara 2) - 13 aprile 2025 PalaMensSana, Siena          | Emma Villas          | 3 - 1 | Atlantide Brescia    | 25-21, 20-25, 25-22, 25-20        |
| Semifinali (gara 3) - 16 aprile 2025 PalaSanFilippo, Brescia      | Atlantide Brescia    | 3 - 1 | Emma Villas          | 26-24, 19-25, 25-23, 25-22        |
| Finale (gara 1) - 20 aprile 2025 PalaSanFilippo, Brescia          | Atlantide Brescia    | 0 - 3 | Cuneo                | 16-25, 20-25, 23-25               |
| Finale (gara 2) - 24 aprile 2025 PalaCastagnaretta, Cuneo         | Cuneo                | 3 - 1 | Atlantide Brescia    | 25-23, 25-18, 22-25, 25-18        |

### Coppa Italia di Serie A2
| Quarti di finale - 1º maggio 2025 PalaSanFilippo, Brescia | Atlantide Brescia | 3 - 0 | Saturnia Acicastello | 25-12, 25-21, 25-23               |
| Semifinali - 4 maggio 2025 PalaSanFilippo, Brescia        | Atlantide Brescia | 3 - 1 | Cuneo                | 25-19, 25-19, 22-25, 25-23        |
| Finale - 10 maggio 2025 PalaPrata, Prata di Pordenone     | Prata             | 2 - 3 | Atlantide Brescia    | 19-25, 25-19, 19-25, 25-23, 11-15 |

### Supercoppa italiana di Serie A2
| Finale - 17 maggio 2025 PalaCastagnaretta, Cuneo | Cuneo | 3 - 0 | Atlantide Brescia | 25-18, 30-28, 25-18 |

## Statistiche

### Statistiche di squadra
| Competizione                    | Punti | In casa | In casa | In casa | In trasferta | In trasferta | In trasferta | Totale | Totale | Totale |
| Competizione                    | Punti | G       | V       | P       | G            | V            | P            | G      | V      | P      |
| ------------------------------- | ----- | ------- | ------- | ------- | ------------ | ------------ | ------------ | ------ | ------ | ------ |
| Serie A2                        | 56    | 18      | 13      | 5       | 16           | 10           | 6            | 34     | 23     | 11     |
| Coppa Italia di Serie A2        |       | 2       | 2       | 0       | 1            | 1            | 0            | 3      | 3      | 0      |
| Supercoppa italiana di Serie A2 |       | 0       | 0       | 0       | 1            | 0            | 1            | 1      | 0      | 1      |
| Totale                          | -     | 20      | 15      | 5       | 18           | 11           | 7            | 38     | 26     | 12     |

G = partite giocate; V = partite vinte; P = partite perse 

### Statistiche dei giocatori
| Giocatore     | Serie A2 | Serie A2 | Serie A2 | Serie A2 | Serie A2 | Coppa Italia di Serie A2 | Coppa Italia di Serie A2 | Coppa Italia di Serie A2 | Coppa Italia di Serie A2 | Coppa Italia di Serie A2 | Supercoppa italiana di Serie A2 | Supercoppa italiana di Serie A2 | Supercoppa italiana di Serie A2 | Supercoppa italiana di Serie A2 | Supercoppa italiana di Serie A2 | Totale | Totale | Totale | Totale | Totale |
| Giocatore     | P        | PT       | AV       | MV       | BV       | P                        | PT                       | AV                       | MV                       | BV                       | P                               | PT                              | AV                              | MV                              | BV                              | P      | PT     | AV     | MV     | BV     |
| ------------- | -------- | -------- | -------- | -------- | -------- | ------------------------ | ------------------------ | ------------------------ | ------------------------ | ------------------------ | ------------------------------- | ------------------------------- | ------------------------------- | ------------------------------- | ------------------------------- | ------ | ------ | ------ | ------ | ------ |
| A. Bettinzoli | 4        | 0        | 0        | 0        | 0        | 1                        | 1                        | 1                        | 0                        | 0                        | 0                               | 0                               | 0                               | 0                               | 0                               | 5      | 1      | 1      | 0      | 0      |
| Y. Bisset     | 27       | 424      | 367      | 25       | 32       | 3                        | 31                       | 27                       | 3                        | 1                        | 1                               | 10                              | 7                               | 1                               | 2                               | 31     | 465    | 401    | 29     | 35     |
| M. Bonomi     | 16       | 6        | 0        | 3        | 3        | 3                        | 1                        | 0                        | 0                        | 1                        | 1                               | 0                               | 0                               | 0                               | 0                               | 20     | 7      | 0      | 3      | 4      |
| A. Cargioli   | 28       | 47       | 35       | 12       | 0        | 1                        | 8                        | 6                        | 2                        | 0                        | 1                               | 0                               | 0                               | 0                               | 0                               | 30     | 55     | 41     | 14     | 0      |
| O. Cavuto     | 33       | 528      | 457      | 34       | 37       | 3                        | 51                       | 41                       | 3                        | 7                        | 1                               | 4                               | 4                               | 0                               | 0                               | 37     | 583    | 502    | 37     | 44     |
| R. Cominetti  | 33       | 417      | 354      | 14       | 49       | 3                        | 43                       | 35                       | 3                        | 5                        | 1                               | 13                              | 11                              | 1                               | 1                               | 37     | 473    | 400    | 18     | 55     |
| A. Erati      | 33       | 214      | 112      | 90       | 12       | 3                        | 35                       | 24                       | 10                       | 1                        | 1                               | 4                               | 2                               | 2                               | 0                               | 37     | 253    | 138    | 102    | 13     |
| A. Franzoni   | 7        | 0        | 0        | 0        | 0        | 0                        | 0                        | 0                        | 0                        | 0                        | 0                               | 0                               | 0                               | 0                               | 0                               | 7      | 0      | 0      | 0      | 0      |
| N. Hoffer     | 33       | 0        | 0        | 0        | 0        | 3                        | 0                        | 0                        | 0                        | 0                        | 1                               | 0                               | 0                               | 0                               | 0                               | 37     | 0      | 0      | 0      | 0      |
| G. Manessi    | 23       | 1        | 0        | 0        | 1        | 3                        | 0                        | 0                        | 0                        | 0                        | 1                               | 0                               | 0                               | 0                               | 0                               | 27     | 1      | 0      | 0      | 1      |
| G. Raffaelli  | 31       | 55       | 47       | 8        | 0        | 3                        | 2                        | 1                        | 1                        | 0                        | 1                               | 2                               | 2                               | 0                               | 0                               | 35     | 59     | 50     | 9      | 0      |
| S. Tiberti    | 32       | 53       | 11       | 16       | 26       | 3                        | 7                        | 3                        | 2                        | 2                        | 1                               | 1                               | 1                               | 0                               | 0                               | 36     | 61     | 15     | 18     | 28     |
| A. Tondo      | 33       | 348      | 242      | 62       | 44       | 2                        | 19                       | 14                       | 2                        | 3                        | 1                               | 8                               | 7                               | 0                               | 1                               | 36     | 375    | 263    | 64     | 48     |
| F. Zambonardi | 1        | 1        | 0        | 0        | 1        | 1                        | 0                        | 0                        | 0                        | 0                        | 0                               | 0                               | 0                               | 0                               | 0                               | 2      | 1      | 0      | 0      | 1      |

P = presenze; PT = punti totali; AV = attacchi vincenti; MV = muri vincenti; BV = battute vincenti